# Claude Allen
Pour les articles homonymes, voir Allen.
Claude Arthur Allen (né le 29 avril 1885 à Olean et décédé le 18 janvier 1979 à Roselle) est un athlète américain, spécialiste du saut à la perche, également entraîneur de basket-ball.

## Biographie
Il participe au concours de saut à la perche des Jeux olympiques de 1904 à Saint-Louis. Il se classe 5e en franchissant 3, 35 m. 
Après les Jeux olympiques, il s'investit dans le monde du basket-ball. Il entraîne l'équipe de basket-ball de l'université de Niagara durant la saison 1909-1910 puis celle de Saint-John's la saison suivante. Durant cette saison, son équipe termine avec un bilan de 14 victoires pour aucune défaite. Saint-John's est rétroactivement nommée championne nationale par la Helms Athletic Foundation et le Premo-Porretta Power Poll.

## Palmarès
| Date | Compétition     | Lieu        | Résultat | Épreuve          | Marque |
| ---- | --------------- | ----------- | -------- | ---------------- | ------ |
| 1904 | Jeux olympiques | Saint-Louis | 5e       | Saut à la perche | 3,35 m |

## Records
| Épreuve          | Marque | Lieu    | Date |
| ---------------- | ------ | ------- | ---- |
| Saut à la perche | 3,73 m | Inconnu | 1907 |